# استیون کینگ
استیون ادوین کینگ (به انگلیسی: Stephen Edwin King) (زادهٔ ۲۱ سپتامبر ۱۹۴۷)، نویسندهٔ آمریکایی خالق بیش از ۲۰۰ اثر در گونه‌های وحشت، خیال‌پردازی، ماوراءالطبیعه، تعلیق، جنایی، علمی تخیلی و رمانهای فانتزی است.
تمام رمان‌ها و داستان‌های کینگ همچنان در حال انتشار هستند، به جز یک کتاب به نام خشم. داستان این رمان در مورد کودکیست که یک روز به مدرسه می‌رود و بعد معلم درس جبر خود را می‌کشد و هم‌کلاسی‌هایش را به گروگان می‌گیرد. سال ۱۹۹۷ این کتاب در بین کتاب‌های دانش‌آموزی که به سمت سه نفر از هم‌کلاسی‌هایش تیراندازی کرده بود، پیدا شد. بعد از این اتفاق کینگ تصمیم گرفت کتاب را از کتابفروشی‌ها جمع کند.
کینگ جوایز برام استوکر، جوایز فانتزی جهانی و جوایز انجمن فانتزی بریتانیا را دریافت کرده‌است. در سال ۲۰۰۳، بنیاد ملی کتاب مدال مشارکت برجسته در ادبیات آمریکایی را به او اعطا کرد.

## برداشت‌های سینمایی
رمان‌های کینگ با چنان استقبال گرمی از سوی خوانندگان او روبه‌رو شد که به سینما نیز راه یافت.
کارگردانان بزرگ از روی بیشتر نوشته‌های او برداشت‌های سینمایی نیز کرده‌اند. فهرست برخی از این فیلم‌ها که با بازی درخشان بازیگران نامدار بر پرده رفته، بدین شرح است:
- ارواح به کارگردانی استن وینستون و بازی مایکل جکسون. (مایکل جکسون و استیون کینگ هر دو با هم داستان این فیلم را نوشتند)
- کری به کارگردانی برایان دی پالما
- میزری به کارگردانی راب راینر
- ۱۴۰۸ به کارگردانی میکائیل هاف استروم
- درخشش (Shining) به کارگردانی استنلی کوبریک
- رستگاری در شاوشنک به کارگردانی فرانک دارابونت
- مسیر سبز به کارگردانی فرانک دارابونت
- مه به کارگردانی فرانک دارابونت
- آن به کارگردانی اندی موشیاتی
- در چمنزار بلندبه کارگردانی وینچنزو ناتالی
- سلول به کارگردانی تاد ویلیامز (کارگردان)

## آثار معروف
- آن (به انگلیسی: It)
- هرآنچه دوست داری، از دست خواهی داد - داستان کوتاه
- در قتلگاه - داستان کوتاه
- مرگ جک همیلتون - داستان کوتاه
- احساسی که فقط به زبان فرانسه قابل بیان است - داستان کوتاه
- خواهران کوچک ایلوریا - داستان کوتاه و مقدمه‌ای بر سری برج تاریک
- مرد کت شلوار مشکی - داستان کوتاه
- مسیر سبز - رمان
- تلفن همراه - رمان
- غبرستان حیوانات خانگی
- آتش‌افروز (رمان)
- بیگانه
- درخشش
- ۱۹۲۲ یا زن کش
- طلسم
- مجموعه برج تاریک (هفت تیر کش)
- مؤسسه
- بعداً
- ارتفاع
- اگر پای خون در میان باشد
- ابلیس
- آقای مرسدس
- احیا
- سوار بر گلوله
- جانشین
- در میان چمنزار بلند
- کری
- رستگاری در شاوشنگ
- مه
- میزری
- ۱۴۰۸